# Otto Manderup Rantzau
 Der er flere personer med dette navn, se Otto Rantzau.
Otto Manderup greve Rantzau (født 22. maj 1719, død 2. oktober 1768) var en dansk adelsmand, stiftamtmand og gehejmeråd, bror til Christian, Frederik og Carl Adolph Rantzau.
Rantzau var søn af grev Christian Rantzau (1684-1771) og blev efter en omhyggelig uddannelse, der afsluttedes med en flerårig udenlandsrejse, bl.a. med et langt ophold i Genf og senere i Göttingen, 1742 assessor (dommer) i Højesteret, i hvilken han et par gange fungerede som justitiarius, og forenede hermed fra 1750 til sin død i 1768, embedet som stiftamtmand over Island og Færøerne. Rantzau fik 1743 kammerherrenøglen, 1752 det hvide bånd, 1759 gehejmeråds titel og 1764 l'union parfaite. Han blev gift 4. december 1754 med Eibe Margrethe von Levetzau (1735-1791), datter af landråd Joachim Diderik von Levetzau til Ehlerstorf.
Rantzau slægtede sin fader på i interesse for videnskab og kunst, og fra hans hånd har man flere taler, holdt i Videnskabernes Selskab, der optog ham som medlem 1747, og en prolog, han forfattede som indledning til danske skuespilleres opførelse af et par holbergske komedier for Frederik V hos grev Christian Ditlev Reventlow på Gammel Holtegaard, hvilket gav den nye trup kongelig beskyttelse. Uagtet han aldrig betrådte sit fjerne stiftamt, har han efterladt sig mindet som en af dets virksomste og mest afholdte styrere. Rantzau ejede lyststederne Petersborg og Ebberødgård ved Birkerød.